# Campo de Borja
El Campo de Borja es una comarca aragonesa (España) situada en el oeste de la provincia de Zaragoza. Su capital es Borja.

## Municipios
La comarca engloba a los municipios de Agón, Ainzón, Alberite de San Juan, Albeta, Ambel, Bisimbre, Borja, Bulbuente,  Bureta, Fréscano, Fuendejalón, Magallón, Maleján, Mallén, Novillas, Pozuelo de Aragón, Tabuenca y Talamantes.

## Política
| Cargo      | Nombre                           | Ayuntamiento      | Partido Político    |  |
| ---------- | -------------------------------- | ----------------- | ------------------- |  |
| Presidenta | María Eugenia Coloma Lavilla     |                   | PSOE                |  |
| Vocales    | Aitor Trabuenca Lujanbio         | Borja             | PSOE                |  |
| Vocales    | Antonio Asín Martínez            | Mailén            | PSOE                |  |
| Vocales    | Carlos Javier Romanos García     | Bulbuente         | PSOE                |  |
| Vocales    | Víctor Manuel Chueca Rodríguez   | Magallón          | PSOE                |  |
| Vocales    | Víctor Pardo Buj                 | Bureta            | PSOE                |  |
| Vocales    | Pedro Joaquín Morales Espligares | Albeta            | PSOE                |  |
| Vocales    | Francisco Giménez Lahuerta       | Agón              | PSOE                |  |
| Vocales    | José Julián Domínguez Ibáñez     | Talamantes        | PSOE                |  |
| Vocales    | Javier Tolosa Jaime              | Fuendejalón       | PSOE                |  |
| Vocales    | Óscar Montorio Sanjuán           | Ambel             | PSOE                |  |
| Vocales    | Pedro Antonio Royo Gabás         | Bisimbre          | PP                  |  |
| Vocales    | Jorge Cuartero de los Ríos       | Frescano          | PP                  |  |
| Vocales    | José Jerónimo Gracia Martínez    | Pozuelo de Aragón | PP                  |  |
| Vocales    | Jesús Domingo Borobia Martínez   | Bureta            | PP                  |  |
| Vocales    | Manuel Alcega Domínguez          | Tarazona          | PP                  |  |
| Vocales    | Abel Ulises Vera Irún            | Novillas          | PP                  |  |
| Vocales    | José Mariano Pablo Gómez         | Borja             | PP                  |  |
| Vocales    | Sergio Sisamón Cuartero          | Tabuenca          | CHA                 |  |
| Vocales    | Julio Andía Melero               | Borja             | CHA                 |  |
| Vocales    | Alfonso Navarro Aranda           | Maleján           | CHA                 |  |
| Vocales    | Rubén Marco Armingol             | Mailén            | Por Mallén          |  |
| Vocales    | Ignacio Ordóñez Marco            | Mailén            | Por Mailén          |  |
|            | Esteban Lagosta Lázaro           | Magallón          | Aire Nuevo Magallón |  |
|            | Paula Cruz Aranda                | Ainzón            | Ainzón Vivo         |  |

| Elecciones 2015 |       |         |         |            |
| Partido         | Votos | % Votos | Electos | Consejeros |
| PSOE            | 3.364 | 42,56 % | 49      | 11         |
| PP              | 2.004 | 25,35 % | 40      | 7          |
| PAR             | 905   | 11,45 % | 17      | 3          |
| CHA             | 608   | 7,69 %  | 5       | 2          |
| Por Mallén      | 551   | 6,97 %  | 4       | 1          |
| IU              | 307   | 3,88 %  | 1       | 1          |
| Aragón Sí Puede | 148   | 1,87 %  | 2       | 0          |
| CCA             | 18    | 0,23 %  | 0       | 0          |
| Total           | 7.905 | 100%    | 118     | 25         |

## Geografía
Limita al norte con Navarra, al oeste con Tarazona y el Moncayo, al sur con Aranda y Valdejalón y al este con la Ribera Alta del Ebro y las Cinco Villas.
El relieve de perfil suave,excepto en la parte SO,está conformado por una serie de altiplanicies, entre los 250  y los 930 metros sobre el nivel del mar,alcanzando la máxima altitud 1500 metros sobre el nivel del mar en las Peñas de Herrera.Talamantes. 
A menos de 70 km desde Zaragoza se encuentra Borja, capital de la comarca, que se alza sobre la margen derecha del río Huecha.
Parte de su territorio está ocupado por el Parque natural del Moncayo.

### Clima
La comarca posee un clima mediterráneo continentalizado donde son característicos los veranos largos y calurosos que alcanzan temperaturas de hasta 25 °C, mientras que en invierno rondan los 8 °C. Las precipitaciones medias anuales se sitúan entre los 250 y 400 l/m², aunque pueden llegar hasta los 500 o 600 l/m² en su extremo occidental por su cercanía a la  Sierra del Moncayo. Las precipitaciones son más frecuentes durante la primavera y el otoño. Es característico durante todo el año el cierzo, viento frío y seco que sopla del norte.

### Parque natural del Moncayo

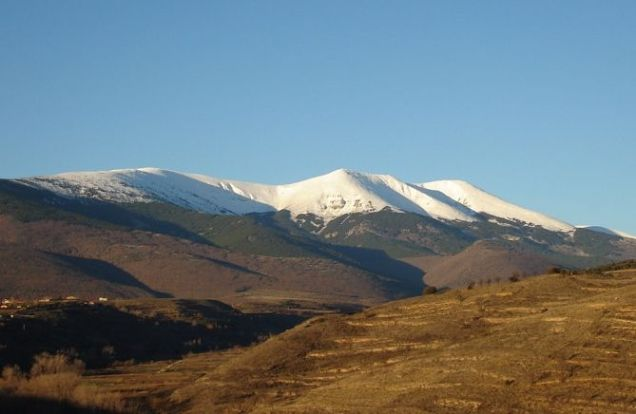
El Moncayo.

Se localiza en la provincia de Zaragoza (Aragón, España), en su límite con la provincia de Soria, ocupando parte de las comarcas de Aranda, Campo de Borja y Tarazona y el Moncayo. Se asienta en las laderas del monte Moncayo, el pico más elevado del sistema Ibérico, concretamente en su vertiente norte, más fría y húmeda. Se distribuye entre los términos municipales de Añón, Calcena, Litago, Lituénigo, Purujosa, San Martín de la Virgen de Moncayo, Talamantes, Tarazona y Trasmoz.
Tiene una extensión de 11 144 ha. La altitud oscila entre los 600 m s. n. m. del río Huecha y los 2 315 m s. n. m. en la cumbre del cerro de San Miguel.
Se creó el 27 de octubre de 1978 como Parque Natural de la Dehesa del Moncayo, cambiando a su denominación actual el 31 de marzo de 1998.
Cuenta con otras figuras de protección como LIC y ZEPA.

## Historia
La ley de creación de la comarca es la 18/2001 del 19 de noviembre de 2002. Se constituyó el 17 de enero de 2002. Las competencias le fueron traspasadas el 1 de abril de 2002.

## Economía
A destacar en la comarca la elaboración de vinos con Denominación de Origen Campo de Borja, donde se siguen produciendo mayoritariamente vinos tintos (junto a los rosados cada vez más valorados por la crítica). Los vinos jóvenes, a su vez, gozan de una gran aceptación entre el público. Un indicativo que avala la pujanza de los caldos de esta D. O. (Denominación de Origen) es el hecho de que las exportaciones se hayan duplicado desde 1995. El mayor acierto de Borja en este aspecto ha sido apostar por vino de alta calidad elaborados con garnacha, una variedad de uva de origen aragonés que es cada vez más valorada en todo el mundo. 
En agosto de 2009 se creó la Ruta de la Garnacha, una ruta del vino que engloba varios municipios, bodegas, restaurantes, hoteles y empresas de actividades turísticas de la zona y que fue promovida en su origen por la Comarca del Campo de Borja y por el Consejo Regulador de la Denominación de Origen de Campo de Borja.
También es digno de mencionar la producción de un excelente aceite de oliva.
Además en los últimos años la zona ha sufrido un fuerte crecimiento industrial con la proliferación, principalmente de empresas dedicadas a la fabricación de componentes para la automoción.

## Cultura
Merece la pena visitar Borja, Fuendejalón y  Ainzón .Recorrer la zona de bodegas excavadas bajo tierra donde antiguamente se elaboraba el vino o asistir a festivales como Animainzón. También merece la pena visitar la reformada Casa Palacio de los Condes de Bureta en la localidad de Bureta que se remonta al siglo XVIII.

## Territorio y población
| Municipio            | Extensión (km²) | % del total | Habitantes (2018) | Habitantes (2019) |         | Altitud (metros) | Pedanías                   |
| -------------------- | --------------- | ----------- | ----------------- | ----------------- | ------- | ---------------- | -------------------------- |
| Agón                 | 18,52           | 2,68        | 146               | 137               | -       | 312              | Gañarul                    |
| Ainzón               | 40,46           | 5,84        | 1085              | 1077              | -       | 429              |                            |
| Alberite de San Juan | 11,23           | 1,62        | 72                | 69                | -       | 375              |                            |
| Albeta               | 2,65            | 0,38        | 132               | 133               | +       | 412              |                            |
| Ambel                | 61,31           | 8,86        | 256               | 254               | -       | 575              |                            |
| Bisimbre             | 11,16           | 1,61        | 97                | 92                | -       | 320              |                            |
| Borja                | 106,70          | 15,41       | 4922              | 4969              | +       | 448              | Santuario de Misericordia. |
| Bulbuente            | 25,52           | 3,25        | 217               | 221               | +       | 520              |                            |
| Bureta               | 11,90           | 1,72        | 217               | 214               | -       | 410              |                            |
| Fréscano             | 18,41           | 2,66        | 202               | 204               | +       | 302              |                            |
| Fuendejalón          | 75,83           | 10,95       | 793               | 778               | -       | 472              |                            |
| Magallón             | 78,60           | 11,35       | 1133              | 1128              | -       | 419              |                            |
| Maleján              | 2,80            | 0,40        | 259               | 259               | =       | 472              |                            |
| Mallén               | 37,42           | 5,41        | 3083              | 3035              | -       | 293              |                            |
| Novillas             | 25,27           | 3,65        | 540               | 532               | -       | 239              |                            |
| Pozuelo de Aragón    | 32,09           | 4,54        | 284               | 296               | +       | 412              |                            |
| Tabuenca             | 85,49           | 12,35       | 323               | 314               | -       | 778              |                            |
| Talamantes           | 46,90           | 6,78        | 63                | 64                | +       | 924              |                            |
|                      |                 |             | 13824             | 13776             | (-0,34) |                  |                            |

Del total de las 33 comarcas aragonesas, la comarca Campo de Borja (con 15.517 habitantes) ocupa el puesto 15 en lo referente a la población.
Esta comarca contaba en el año 1900 con un censo demográfico superior a los 21.800 habitantes, habiendo descendido notablemente hasta la actualidad. Dicho descenso fue especialmente intenso entre 1950 a 1975, y a partir de esta fecha prosigue, aunque a un ritmo menor.
A partir del 2001, la comarca está recuperando población, debido en gran parte a fenómenos migratorios. Son especialmente destacables los casos de Mallén y Fuendejalón, con un porcentaje de población extranjera superior al 32% y 28% respectivamente. Las nacionalidades más freucentes son Rumanía, Bulgaria, Argelia y Marruecos.